# 류큐 민족

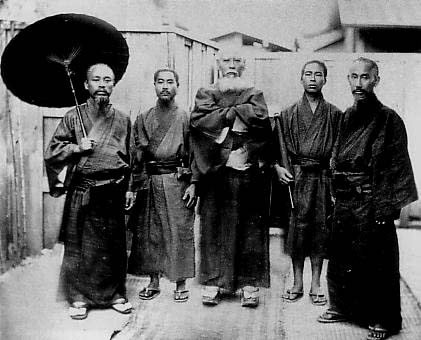
류큐 복장의 남성들

류큐 민족(오키나와어: るーちゅーみんずく Ruuchuu minzuku 또는 どぅーうちゅーみんずく Duuchuu minzuku, りゅうきゅうみんぞく Ryūkyū minzoku[*])은 규슈와 대만 사이에 뻗어 있는 류큐 열도에 서식하는 동아시아 민족이다. 류큐어파 중 하나를 사용하는데, 일본어와 그 방언인 다른 하나는 일본어 어족의 두 갈래 중 하나로 간주된다. 하치조어는 때때로 언어학자에 의해 세 번째 지점을 구성하는 것으로 간주된다.

## 역사
홋카이도와 사실상 마찬가지로 근대 일본의 대동아 정책에 따라 강제적으로 일본에 편입되었으며, 2차 대전에서는 태평양 전진기지로서의 전쟁의 한복판에 놓였다.
전후에는 미국에 의한 강제적인 기지화가 진행되어 한때는 전 국토의 85%까지가 주일 미군 기지로 쓰였으나, 현재는 오키나와 주민들의 반발 때문에 점차적으로 미군기지를 축소하고 있다. 소수 류큐인들에 의해 류큐 공화국 성립을 위한 류큐 민족 독립 운동도 진행되고 있다. 일본어와 류큐어를 쓰고 개중에는 영어와 다른 나라의 외국어를 쓰는 사람도 있다.

## 종교
거의 대부분이 불교이나, 일부는 유교와 신도, 원시 신앙을 믿고 있다.

## 거주 국가
일본에 거의 대부분이 거주한다. 일부는 중화민국, 중남미, 미국(대부분이 하와이, 캘리포니아), 캐나다, 대한민국에 살고 있다.

## 같이 보기
- 재외류큐인(영어판)
- 일본인
- 류큐 열도
- 류큐왕국
- 류큐독립운동
- 일본의 민족문제
  - 구미계도민
  - 오스트로네시아인
- 아마미 군도
- 류큐 열도 미국 민정부
- 아이누 민족
- 류큐어파
- 일류동조론
- 류큐공화국
- 오키나와의 성씨